# Campeonato Mundial de Esqui Estilo Livre de 1986
O Campeonato Mundial de Esqui Estilo Livre de 1986 foi a 1º edição do Campeonato Mundial de Esqui Estilo Livre, organizado pela Federação Internacional de Esqui (FIS). A competição foi disputada entre os dias 2 a 6 de fevereiro de 1986, em Tignes na França.

## Resultados

### Masculino
| Evento      | Ouro                      | Prata                       | Bronze                        |
| Moguls      | Eric Berthon · França     | Petsch Moser · Suíça        | Martti Kellokumpu · Finlândia |
| Aerials     | Lloyd Langlois · Canadá   | Yves Laroche · Canadá       | Jean-Marc Bacquin · França    |
| Acro Skiing | Richard Schabl · Alemanha | Lane Spina · Estados Unidos | Georg Fürmeier · Alemanha     |
| Combinado   | Alain Laroche · Canadá    | John Witt · Estados Unidos  | Eric Laboureix · França       |

### Feminino
| Evento      | Ouro                            | Prata                         | Bronze                         |
| Moguls      | Mary Jo Tiampo · Estados Unidos | Hayley Wolff · Estados Unidos | Silvia Marciandi · Itália      |
| Aerials     | Maria Quintana · Estados Unidos | Carin Hernskog · Suécia       | Meredith Anne Gardner · Canadá |
| Acro Skiing | Jan Bucher · Estados Unidos     | Christine Rossi · França      | Lucie Barma · Canadá           |
| Combinado   | Conny Kissling · Suíça          | Anna Fraser · Canadá          | Silvia Marciandi · Itália      |

## Quadro de medalhas
| Ordem | País               | Medalha de ouro | Medalha de prata | Medalha de bronze |    |
| ----- | ------------------ | --------------- | ---------------- | ----------------- | -- |
| 1     | Estados Unidos     | 3               | 3                | 0                 | 6  |
| 2     | Canadá             | 2               | 2                | 2                 | 6  |
| 3     | França             | 1               | 1                | 2                 | 4  |
| 4     | Suíça              | 1               | 1                | 0                 | 2  |
| 5     | Alemanha Ocidental | 1               | 0                | 1                 | 2  |
| 6     | Suécia             | 0               | 1                | 0                 | 1  |
| 7     | Itália             | 0               | 0                | 2                 | 2  |
| 8     | Finlândia          | 0               | 0                | 1                 | 1  |
|       | TOTAL              | 8               | 8                | 8                 | 24 |